# Piotr Bratkowski
Piotr Bratkowski (* 11. April 1955 in Warschau; † 28. September 2021) war ein polnischer Lyriker, Prosaschriftsteller, Publizist, Literatur- und Musikkritiker sowie Übersetzer.

## Leben
Bratkowski besuchte von 1969 bis 1973 das Gymnasium in Warschau. Nach dem Abitur 1973 studierte er Polonistik an der Universität Warschau. 1972 debütierte er als Lyriker mit Gedichten, die als Pausenfüller während des Monodramas Jak to było naprawdę von Wojciech Siemion vorgetragen wurden. 1974 war er Mitbegründer der kurzlebigen Dichtergruppe Argo und 1975 des Dichterkreises Moloch. 1977 erwarb er den Magister und nahm ein Studium der Philosophie an der Universität Warschau auf. In den folgenden Jahren schrieb er Artikel und Feuilletons für unterschiedliche Zeitschriften. 1989 wurde er Mitglied der Vereinigung Polnischer Schriftsteller (Stowarzyszenie Pisarzy Polskich). Von 1990 bis 1993 war er Ratsmitglied des Warschauer Bezirks Żoliborz. Von 1990 bis 1991 war er Mitglied des Ruch Obywatelski Akcja Demokratyczna und von 1991 bis 1992 des Ruch Demokratyczno-Społeczny. 1991 war er zudem Chefredakteur des Zeitschrift Atak, von der nur zwei Nummern erschienen. Ab 1992 schrieb er für die Gazeta Wyborcza. Von 1997 bis 2002 sowie von 2014 bis 2016 war er Jurymitglied des Nike-Literaturpreises. Ab 2002 arbeitete er für Newsweek Polska. 2004 war er Mitbegründer der Stowarzyszenie Miłośników Kryminału i Sensacji „Trup w szafie” und bis 2015 Juror der Nagroda Wielkiego Kalibru.
Er wohnte in Warschau.

## Publikationen

### Lyrik
- Wiersze, wiersze, wiersze, 1981
- Strefa skażeń, 1983
- Nauka strzelania, 1990
- Wiersze stare i nowe, 2003, Gedichtauswahl durch Michał Stefański

### Prosa
- W stanie wolnym, 1983

### Feuilletons
- Prywatna taśmoteka, czyli słodkie lata 80, 2003
- Dziwny, dziwny, dziwny, 2015

### Übersetzungen
- Peter Cheyney: Amerykanin w Londynie, 1989
- Tony Mason: Pasja milionów, 2002